# Nhân bụng sau ngoài
Nhân bụng sau ngoài (Tiếng Anh: ventral posterolateral nucleus, viết tắt: VPL) là một nhân của đồi thị, cùng với nhân bụng sau trong (VPM), nhân bụng sau dưới (VPI) và nhân bụng trong sau (VMpo, khác với VPM) cấu thành nhân bụng sau.

## Sợi vào và sợi ra
Nhân bụng sau ngoài nhận tín hiệu thần kinh từ bó gai đồi thị mới (neospinothalamic tract) và dải cảm giác giữa (medial lemniscus). Sau đó các sợi chiếu tín hiệu cảm giác này đến Vùng 3, 1 và 2 trên bản đồ Brodmann (thuộc vỏ não cảm giác thân thể sơ cấp) ở hồi sau trung tâm. Vùng Brodmann 3, 1 và 2 tạo nên vỏ não cảm giác thân thể chính của não.

## Hình ảnh bổ sung

Đồi thị
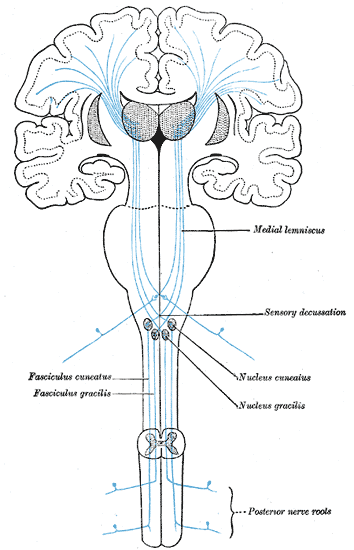
Các đường cảm giác.